# مقاطعة بارجال
مقاطعة بارجال هي مقاطعة تابعة لمحافظة باري شمال شرق الصومال. وعاصمتها بارجال.